# 比利·朗
比利·朗（英語：Billy Long；1955年8月11日—）是美国的一位政治人物。他自2011年～2023年間擔任密蘇里州第7選舉區選出的聯邦眾議員。他的黨籍是共和黨。他也是一位撲克牌選手。
2024年12月4日，朗被川普总统提名担任美国国税局局长。2025年6月12日参议院投票53-44确认郎的任命。朗是川普早期的热情支持者。与历任国税局局长相比，朗显得经验不足，因为他缺乏税务领域的相关从业背景。此前，他曾公开主张废除国税局，并提议用单一税率取代现行的大部分税法。

## 早年生活和教育
据朗自述，他是密苏里州的第四代本地人。1955年，他出生于密苏里州斯普林菲尔德，并曾就读于密苏里大学哥伦比亚分校，但未完成学业。 随后，他参加了堪萨斯城密苏里拍卖学校的培训课程。
从1979年到2011年，朗经营着自己的拍卖公司。此外，他还担任过房地产经纪人，并尝试过电台主持人等多种职业。

## 职业生涯
朗是一名职业拍卖师，同时经营着自己的公司Billy Long Auctions, LLC，并连续七年被评为“欧扎克最佳拍卖师”。此外，他曾是斯普林菲尔德电台KWTO的脱口秀主持人，以独特的风格吸引了不少听众。
朗活跃于多个专业和社会组织，包括全国房地产经纪人协会、全国拍卖师协会、斯普林菲尔德地区商会、美国全国步枪协会，以及大斯普林菲尔德房地产经纪人委员会。

### 美国众议院
朗于2011年至2023年担任美国众议院议员，在任期间积极推动立法工作。
他是《公平税法》（H.R. 25/S. 18）的75名共和党共同提案人之一。该法案最初由众议员羅伯·伍道爾（Rob Woodall，共和党-佐治亚州）于2015年提出，并在2017年再次提交。该法案旨在逐步取消对国税局（IRS）的所有资金支持，并计划于2019年全面废除IRS。此外，法案还提议废除现行所得税制度，转而引入由各州主要管理的23%全国零售销售税。
2018年9月，在众议院能源和商业委员会就社交媒体涉嫌反保守派偏见举行的听证会上，极右翼网络名人劳拉·鲁默（Laura Loomer）突然打断会议。面对这一突发状况，朗用幽默化解尴尬，模仿拍卖的语调假装拍卖鲁默的手机，直到她被护送离开。这一举动引发了现场观众的哄堂大笑和掌声。
同月，针对最高法院候选人布雷特·卡瓦诺的性侵犯指控，朗转发了一条推文，将这些指控比喻为“额头上的吻”。此举引发了广泛争议。
国会委员会任命：
- 能源和商业委员会（Committee on Energy and Commerce）

- 交通与基础设施委员会（Committee on Transportation and Infrastructure）

- 国土安全委员会 （Committee on Homeland Security）

- 共和党指导委员会 （Republican Steering Committee）

国会党团成员：
- 国会艺术党团 （Congressional Arts Caucus）
- 国会宪法党团 （Congressional Constitution Caucus）
- 美日党团 （U.S.–Japan Caucus）

### 税务咨询
离开国会后，朗开始担任商业和税务顾问，专注于帮助小企业应对复杂的国税局规则和法规。
自2023年7月起，朗还担任Murney Associates的房地产经纪人。此外，他加入了Lifetime Advisors的销售人员网络，该公司致力于鼓励客户申请税收抵免。 在他的X（原Twitter）个人资料中，朗自称为“认证税务和商业顾问”，并声称可以帮助客户节省40%的税款。 他通过参加佛罗里达州一家税务咨询公司提供的为期三天的课程，获得了“认证税务和商业顾问”证书。
2024年，朗在华盛顿特区游说国税局，敦促其批准更多的税收抵免申请。 

### 被提名为国税局局长
2024年12月4日，当选总统川普宣布有意提名朗担任国税局局长。在国会任职期间，朗多次发起废除国税局的法案。川普总统称朗为“一位‘人际交往高手’，在两党中都备受尊重”。共和党人渴望改革国税局，期待看到新的局面。爱达荷州参议员麥克·柯瑞柏表示，他期待朗对该机构的改革设想。通常偏向保守派的全国纳税人联盟基金会也对川普总统选择朗领导国税局改革表示赞赏。众议院筹款委员会主席杰森·史密斯也称赞川普选择朗领导税务征收机构，认为这是最佳选择。
然而，一些民主党人表达了担忧。参议员罗恩·怀登（Ron Wyden，民主党-俄勒冈州）批评川普总统意图替换现任国税局局长丹尼·韦费尔（Danny Werfel），后者自2025年1月20日起卸任。怀登还对朗与涉及骗局的员工保留抵免（Employee Retention Credit）项目的关系提出质疑。众议院筹款委员会税收小组委员会成员、民主党议员堂·拜爾（Don Beyer，弗吉尼亚州）也支持韦费尔完成任期，并对川普提名缺乏相关资历以及曾试图废除国税局的朗表示失望。

## 政治立场

### 唐纳德·川普
朗是川普的早期热情支持者，并声称自己是“登上川普列车”这一短语的创造者。川普曾称赞他：“他（比利）是一个非常勤奋的人，受到所有人的尊重，尤其是那些在国会认识他的人。”
在乔·拜登赢得2020年总统选举后，川普拒绝承认选举结果，朗支持川普关于选举舞弊的指控。2020年12月，朗支持德克萨斯州诉宾夕法尼亚州的法庭意见书，该诉讼在美国最高法院提出，挑战选举结果，声称选举存在舞弊。
朗支持川普总统2017年签署的行政命令，禁止七个穆斯林占多数国家的公民入境美国。

### 税收豁免权
在担任国会议员的第一年，朗敦促国税局（IRS）对美国人道协会（Humane Society of the United States）的税收豁免资格展开调查。这封信是在该协会支持一项成功的密苏里州公投法案后发出的，该法案加强了对狗繁殖者的监管。

### 医疗保健
2014年，朗提出了《众议院决议129号》。该法案本身是一项决议，呼吁美国众议院表达对华盛顿目前僵局状态的不满，并指出党派政治如何阻碍了医疗保健等关键问题的进展。本质上，这是一种象征性举措，旨在突出当时立法者之间的功能失调和缺乏合作。

### LGBT权利
2015年，朗谴责了美国最高法院在奥贝格费尔诉霍奇斯案中的裁决，该裁决认为禁止同性婚姻的法律违宪。

## 荣誉

### 外国勋章奖章
- 旭日中绶章（日本，2021年4月29日公布[35]）